# Забір'я (Фастівський район)
Забі́р'я — село в Україні, в Боярській міській територіальній громаді Фастівського району Київської області. Населення становить 1767 осіб.
Дерев'яну Миколаївську церкву, збудовану 1874 року, було розібрано на початку XX століття (за іншими джерелами наприкінці). У 1990-х роках розпочалося будівництво нового храму поблизу місця, де стояла стара церква. 21 вересня 1996 року відбулося освячення нової церкви Різдва Пресвятої Богородиці. Діє храм Різдва Пресвятої Богородиці ПЦУ.

## Географія
Річка Бобриця, на якій розташовано с. Забір'я, у давнину була завширшки понад півкілометра і досить глибока: по ній навіть на човні можна було дістатися до Дніпра (по р. Ірпінь, у яку впадає Бобриця).
Ще у 20-х роках у заплаві по обидва боки Бобриці були торфові болота й заливні луки. Розповідали, що колись проти макарівського (північно-західного) краю села билися на такому пливучому торф'янику два воли. Торфовий шар не витримав та тварини провалилися під нього. Їх довго шукали за допомогою довгих тичок у воді попід торфом, але ні волів не знайшли, ні дна не дістали.

### Рослинний та тваринний світ
У великому Бору, що раніше з усіх боків оточував Забір'я, водилося багато диких звірів, Цілими зграями ходили тут вовки, дикі свині, у норах жили борсуки, лисиці, бігали олені, дикі кози, лосі. На деревах жили рисі, білки. На літо прилітали більш як 70 видів великих і малих птахів.
Щороку в березні прилітали на забірське болото дві великі зграї чорногузів. Паслися вони на болоті окремо: ті, що з червоними лапами — по один бік греблі, з білими — по другий.
На річці в норах під торфом під берегами водилося багато раків. Було в річці і багато риби. А ще тут водилося багато їстівних черепах. На торфовому болоті в давнину росло багато журавлини.

## Історія
У доісторичні часи на території сучасного Забір'я та сусідніх сіл водилися мамонти. Пізніше тут жили скіфські племена. Про це свідчать зовсім зарослі лісом могили-кургани, що знаходяться на околиці села. Ще один такий курган знаходився в полі, але нині він майже розораний.

### За часів Київської Русі
У IX ст. місцевість Забір'я належало до Древлянської землі. 6 грудня 1240 року монголо-татари завоювали й зруйнували Київ. Від Великого стольного граду залишилося 200 землянок. Усі поля на сотні кілометрів навколо Києва були вкриті людськими кістками й іржавою зброєю. Але Забір'є, приховане зі всіх сторін Великим Бором, татари, мабуть, обминули, бо взагалі татарська кіннота намагалася обминати ліси.

### Перші згадки
З придбанням Київським Михайлівським Золотоверхим монастирем земель селища Гливацьке, урочище Забір'є виділилося в самостійне селище. Саме тому дату продажу цих земель 23 грудня 1570 року можна вважати офіційною датою заснування.
Згадується як новоосаджене місто 7 травня 1607 року. Тоді до нього втекли мешканці села Горбаші Яна Ламцького. 1618 року Януш Острозький заповів Забір'я своєму старшому сину.
На початку XVII ст. в Забір'ї налічувалося вже понад 70 домівок.
Кріпаки, які не хотіли терпіти кріпацтва, тікали за Ірпінь в «Забір'є», а польські поміщики називали їх «опришками». Царський  уряд тоді надавав право притулку усім українцям, які тікали від помсти польських панів. Спершу «опришки» розмістилися табором в лісовій гущавині, в урочищі, що й нині називається Таборище. поступово вони побудували собі землянки на високому березі річки, а пізніше й хаті потім збудувалася й церква.
У XVIII столітті стало одним із осередків гайдамацтва. Під час Коліївщини в Забір'ї побував отаман Яків Довгошиєнко.
Церква св. Миколая с. Забір'я: відома з 1780 р., наступна була збудована у 1874 р., яку було розібрано на початку XX ст.
Клірові відомості, метричні книги, сповідні розписи церкви св. Миколая с. Забір'я (приписне с*. Бобриця) Київської сот. Київський п., з 1781 р. Київського пов. Київське нам., з 1797 р. Київського пов. Київська губ. зберігаються в ЦДІАК України. http://cdiak.archives.gov.ua/baza_geog_pok/church/zabi_002.xml [Архівовано 21 квітня 2021 у Wayback Machine.]

### Легенди
- Забірчани владу Михайлівського золотоверхого монастиря не відчували. Так, зберігся переказ про те, як забірчанин Микита Зискало був на храмі в селі Липовому Скитку. Ще не закінчилося свято, але в нього вже не вистачало грошей на горілку. Тоді він продав свою жінку за пляшку горілки, а за кожного з двох дітей по чарці. Минув тиждень, і в Забір'я приїхали ченці з монастиря, які привезли жінку та дітей. Вони віддали їх Зискалу і скзали «Ти не маєш права їх продавати, бо вони не твоя власність, а наша».
- Під владою Польщі знаходилося Забір'є, але панів у селі ніколи не було і кріпаччини забірці ніколи не знали,  — ні за часів польської влади, ні після визвольного повстання 1648 року, ні пізніше.
- Тевель що став головним героєм у поемі «Тев'є-Молочник» переїхав з сусіднього села приблизно в 1873 році. Його старожили описували таким, яким він був у п'єсі, кремезний, сильний і дуже сміливий чоловік. Хоча жив Тевель дуже бідно в нього був кінь та гарний віз міцніший за інші сільські вози.

## Спорт і дозвілля
На стадіоні «Нептун», який знаходиться  у селі, проводить свої матчі футбольний клуб «ЮКСА», що представляє село Тарасівку та виступає у першій лізі чемпіонату України. 
Також в Забір'ї базуються і місцеві футбольні команди СК «Забір'я» та ФК 
«Вікторія», що грають на аматорському рівні.